# سنت تیموتی، کبک
سنت تیموتی، کبک (به انگلیسی: Saint-Timothée, Quebec) یک منطقهٔ مسکونی در کانادا است که در سالابری-دو-ولیفیلد واقع شده‌است. سنت تیموتی ۸٬۵۶۴ نفر جمعیت دارد.